# シロスキハシコウ
シロスキハシコウ（白隙嘴鸛、学名: Anastomus oscitans）は、スキハシコウ（隙嘴鸛）の和名で知られるコウノトリ目コウノトリ科に分類される鳥類の1種である。

## 分布
南アジア（インド、スリランカ）からベトナムにかけて分布する。南アジアに生息するコウノトリ科の種の内で、最も生息数が多い種である。

## 形態
全長約81cm。体は白色で、風切羽、肩羽、尾羽は光沢のある黒色である。非繁殖期には背中の部分が灰色になる。眼の先から嘴の基部までは皮膚が裸出しており黒い。嘴は灰褐色、脚は黒みがかった桃色である。
幼鳥は頭から頸にかけてが褐色みをおび、頸から下は灰色である。
本種を含めたスキハシコウ属の種は嘴の上下に隙間があいており、和名の「スキハシコウ」の由来となっている。

## 生態
湖沼や、湿地などに生息する。
主に、タニシやドブガイなどの貝類を食べる。蓋と貝殻や貝殻同士の隙間に下嘴を突っ込み、中身を取り出して食べる。カエルや昆虫類などの小動物型を食べることもある。
水辺の大木の上に、小規模のコロニーを形成して繁殖する。他種と混合コロニーを形成することもある。雌雄で造巣し、1腹3-5個の卵を産み、抱卵期間は25-30日である。抱卵、育雛は雌雄共同で行う。